# Hanna Ivanovna Veres
Hanna Ivanovna Veres (en ukrainien : Га́нна Іва́нівна Ве́рес) née le 21 décembre 1928 et morte le 11 juin 2003, est une artiste folklorique, brodeuse et tisseuse ukrainienne. Elle était la fille de l’artiste et tisserande, Maria Posobchuk, et la mère des artistes Valentina et Elena Veres. Elle a reçu le Prix national Chevtchenko avec Anna Vasylashchuk en 1968.

## Prix et reconnaissances
- Ordre de l’insigne d’honneur.
- Membre de l’Union des artistes soviétiques d’Ukraine depuis 1965.
- Prix national Chevtchenko avec Anna Vasylaschuk pour une série de serviettes tissées folkloriques ukrainiennes créées en 1965-1967.
- Maître honoré de l’art populaire de l’URSS à partir de 1977.
- Artiste du peuple d’Ukraine depuis 1995.
- Membre de l’Union nationale des maîtres d’art populaire de l’Ukraine depuis 1999.

## Travaux

### Vêtements décoratifs
- L’Ukraine, ma mère (1956)
- Reapers Reap (1962)
- L’Ukraine, ma mère (1966)
- Golden Autumn (1966)
- Fleurs, Ukraine(1967)
- Notre pensée, notre chanson (1967)
- Dans une nouvelle famille libre (1969)
- Ukraine soviétique" (1971)
- Générosité (1973)
- Chornobyl Bells (1988)
- Foudre (1990)

### Tissus décoratifs
- Notre pensée, notre chant (1965)
- Fleurs de Polissya (1967)
- Kiev - Jardin (1975)
- Le bonheur de la terre (1985)

### Panneaux
- Célèbre, Patrie (1978, Hôtel "Ukraine" à Moscou )
- Mémoire des années de feu (1984)
- Avril, Ukraine (1984)
- Space Next (1990)
- Mom’s Cherry (1990)
- La tragédie de Tchernobyl (1991, consacré à la catastrophe de Tchernobyl)